# هله اوراوس
هله اوراوس (استونیایی: Hele Everaus؛ زادهٔ ۵ ژانویهٔ ۱۹۵۳) سیاستمدار و نماینده مجلس اهل استونی است.